# Copris denticulatus
Copris denticulatus là một loài bọ cánh cứng trong họ Bọ hung (Scarabaeidae).